# Marianna Raguž
Marianna Raguž je hrvatska košarkašica, članica hrvatske košarkaške reprezentacije.

## Karijera
2008. je bila u skupini igračica koje su izborniku Nenadu Amanoviću otkazale poziv za pripreme za EP 2009. godine. Marianna Raguž bila je prisiljena otkazati zbog operacije.